# فضائل القرآن للرازي
كتاب فضائل القرآن وتلاوته وخصائص تلاوته وحملته، هو كتاب في فضائل القرآن الكريم لعبد الرحمن بن أحمد بن الحسن أبو الفضل العجلي الرازي المقرئ.
ويتضح من عنوان الكتاب ومحتواه أنه لأجل جمع فضائل القرآن الكريم، وقد قال المؤلف في مقدمته: «فإن هذا كتاب ألفته فِي فضائل القرآن وتلاوته وخصائص تلاوته وحملته»
وقد ذكر المؤلف موضوعات عديدة تخص القرآن وفضله وفضل حامله، ومنها: باب فيما روي من عرض رسول الله صلى الله عليه وسلم القرآن على أبي رحمة الله عليه كل سنة إن صح الحديث، باب في محبة الله حسن الصوت بالقرآن، باب في أن خيركم من قرأ القرآن وأقرأه. باب في قطع رسول الله عليه السلام لمن حفظ القرآن بحق معلوم مؤقت لم يقطعه كذلك لغيرهم. وغيرها من الأبواب، لكنه خص الأبواب بذكر الآثار عن النبي صلى الله عليه وسلم وأصحابه، وقد ذكر فيه 136 أثرا.

## مؤلف الكتاب
هو عبد الرحمن بن أحمد بن الحسن أبو الفضل العجلي الرازي المقرئ، سمع ببلده أبا القاسم جعفر بن عبد الله بن يعقوب بن فناكي ثم رحل فسمع بدمشق أبا الحسين الكلابي وقرأ بها القرآن بحرف ابن عامر كان يأوي إلى مسجد خراب يسكنه في أطراف البلد يطلب الخلوة فيه فإذا عرف مكانه تركه وانتقل إلى مسجد آخر وكان فقيرا قليل الانبساط لا يأخذ من أحد شيئا فإذا فتح عليه بشئ أعطاه غيره وأنفقه، توفي سنة 454هـ.
1. قال أبو عبد الله المجاهدي: «عبد الرحمن بن أحمد بن الحسن أبو الفضل بن أبي العباس الرازي المقرئ الجوال فطلب الحديث في الآفاق، شيخ ثقة فاضل إمام في القراءات أوحد في طريقه وكان الشيوخ يكرمونه ويعطونه ولا يسكن الخانقاهنار ولكنه كان يأوي إلى مسجد خراب يسكنه في أطراف البلد يطلب الخلوة فيه فإذا عرف مكانه تركه وانتقل إلى مسجد آخر».[8]
2. قال أبو سعد: «كان مقرئا فاضلا، كثير التصانيف، حسن السيرة زاهدا متعبدا، خشن العيش، منفردا عن الناس، قانعا أكثر أوقاته يقرئ ويسمع، وكان يسافر وحده ويدخل البراري».[7]

## نبذة عن الكتاب
يتضح من عنوان الكتاب ومحتواه أنه لأجل جمع فضائل القرآن الكريم، وقد قال المؤلف في مقدمته: «فإن هذا كتاب ألفته فِي فضائل القرآن وتلاوته وخصائص تلاوته وحملته»
وقد ذكر المؤلف موضوعات عديدة تخص القرآن وفضله وفضل حامله، ومنها: باب فيما روي من عرض رسول الله صلى الله عليه وسلم القرآن على أبي رحمة الله عليه كل سنة إن صح الحديث، باب في محبة الله حسن الصوت بالقرآن، باب في أن خيركم من قرأ القرآن وأقرأه. باب في قطع رسول الله عليه السلام لمن حفظ القرآن بحق معلوم مؤقت لم يقطعه كذلك لغيرهم. وغيرها من الأبواب، لكنه خص الأبواب بذكر الآثار عن النبي صلى الله عليه وسلم وأصحابه، وقد ذكر فيه 136 أثرا.

## منهج المؤلف في الكتاب
1. لم يتعرض المؤلف لذكر فضائل سور القرآن سورة سورة إلا ما ذكره من فضل قراءءة سورة ياسين، وقراءة سورة الإخلاص.
2. يبدأ الباب بحديث عن النبي صلى الله عليه وسلم، أو بأثر عن صحابي.
3. الكتاب خال من تعليقات المؤلف إلا المقدمة.

## موضوعات الكتاب
ذكر المؤلف في كتابه موضوعات مختلفة عن القرآن الكريم، ومنها:
1. باب في عرض رسول الله صلى الله عليه وسلم القرآن مشافه.
2. باب فيما روي من عرض رسول الله صلى الله عليه وسلم القرآن على أبي رحمة الله عليه كل سنة إن صح الحديث.
3. باب في عرض معاذ رحمة الله عليه القرآن على النبي صلى الله عليه وسلم.
4. باب في صفة قراءة النبي صلى الله عليه وسلم.
5. باب في أن القرآن حبل الله.
6. باب في أن أهل القرآن أهل الله.
7. باب في أنهم أفضل الأمة.
8. باب في استدراج النبوة في أهل القرآن.
9. باب في أجر من يتعلم ولده القرآن.
10. باب في فضل من إذا ختم القرآن رجع إلى أوله.
11. باب الأمر في الفرج بالقرآن.
12. باب في نزول السكينة عند قراءة القرآن.
13. باب في مثل المؤمن في قراءة القرآن.
14. باب في فضل من يقرأ حرفا من القرآن.
15. باب فيمن يحب قراءة قل هو الله أحد.

وهذه ليست كل الأبواب، وإنما اقتصرنا عليها لكثرة الأبواب، فقد ذكر فيه قرابة 99 بابا.

## ميزات الكتاب
1. أنه كتاب مسند.
2. ذكر المؤلف 136 أثرا.
3. الاختصار، فقد كان يقتصر في كل باب بذكر أثر واحد أو اثنين، ولا يعلق أي تعليق.

## طبعات الكتاب
طبعة دار البشائر الإسلامية، بتحقيق د.عامر حسن صبري، الطبعة الأولى 1415هـ.